# Nick Adams
Nick Adams, pseudonimo di Nicholas Aloysius Adamshock (Nanticoke, 10 luglio 1931 – Beverly Hills, 6 febbraio 1968), è stato un attore statunitense.
Nel 1964 ottenne una candidatura all'Oscar al miglior attore non protagonista per il film La notte del delitto (1963) di Boris Sagal.

## Biografia

### Gli inizi
Nato a Nanticoke (Pennsylvania) da Catherine Kutz e Peter Adamshock, un minatore di origine ucraina, all'età di cinque anni si trasferì con la famiglia nel New Jersey, dedicandosi con qualche successo al baseball durante gli studi superiori.
Nel 1948, all'età di diciassette anni, mentre si trovava a New York, cercò senza successo di ottenere un'audizione per la pièce The Silver Tassie, grazie all'intervento dell'allora emergente attore Jack Palance, di origini ucraine come lui. Adams dovette ripiegare su un'altra scrittura in una compagnia teatrale giovanile, per la quale interpretò il ruolo di Muff Porter in Tom Sawyer. L'ambizione di sfondare come attore lo spinse successivamente a raggiungere la California in autostop e a stabilirsi a Los Angeles, dove si mantenne facendo lavori saltuari come il conducente di taxi e il venditore ambulante di bibite.

### Il cinema
Nel dicembre del 1950 lavorò in uno spot pubblicitario con l'allora sconosciuto James Dean, apparizione che gli aprì le porte del cinema, facendogli ottenere un breve ruolo non accreditato di fattorino della Western Union nel film Qualcuno mi ama (1952). Tuttavia la sua carriera appena in embrione venne interrotta dalla chiamata alle armi, e Adams trascorse i successivi due anni e mezzo a servire nella United States Coast Guard durante il conflitto in Corea.
Terminato il servizio militare, nel 1955 Adams fece rientro a Los Angeles e iniziò a ottenere brevi ruoli in film come La nave matta di Mister Roberts (1955) di John Ford, nel ruolo di un marinaio semplice, Gioventù bruciata (1955), nella parte di Chick, e il romantico Picnic (1955). Non riuscì ad assicurarsi parti da protagonista, ma per il resto del decennio lavorò costantemente in interpretazioni di supporto in western come L'ultima carovana (1956) e commedie come Tempi brutti per i sergenti (1957), 10 in amore (1958), Il letto racconta (1959), e nel film musicale L'idolo della canzone (1958), nel quale lavorò al fianco di Tommy Sands.

### Star televisiva
Durante gli anni cinquanta Adams fece parte della giovane generazione di attori hollywoodiani alle prese con tematiche di inquietudine e ribellione, come James Dean, Natalie Wood, Sal Mineo e Robert Wagner. Tuttavia la vera celebrità non gli giunse dal cinema, ma dalla televisione, prima grazie alla partecipazione a serie come Ricercato vivo o morto (1958) e I racconti del West (1958-1959), ma soprattutto per merito del ruolo di protagonista della serie The Rebel, di cui girò 76 episodi nel biennio 1959-1961 e in cui interpretò il ruolo di Johnny Yuma, un soldato veterano dell'esercito confederato, in vagabondaggio nelle terre del vecchio West, che tiene un diario delle proprie avventure.
Adams tornò al cinema nel 1962 con i film L'inferno è per gli eroi e La pelle che scotta, e l'anno successivo interpretò il ruolo di un giovane sospettato di omicidio nel dramma La notte del delitto (1963) di Boris Sagal, che segnò il debutto nel cinema delle giovani Linda Evans e Joey Heatherton. L'interpretazione del tormentato Ben Brown valse ad Adams una candidatura all'Oscar al miglior attore non protagonista, ma egli fu battuto dal veterano Melvyn Douglas, che conquistò la statuetta per il film Hud il selvaggio (1963).
La delusione per la mancata conquista dell'Oscar incise negativamente sulla carriera di Adams, che tornò al piccolo schermo con altre apparizioni in serie quali The Outer Limits (1964) e La legge di Burke (1963-1965), mentre per il cinema interpretò il ruolo di John Dillinger, il famigerato gangster degli anni trenta nel biografico Io sono Dillinger (1965), film che tuttavia non ottenne grandi consensi di pubblico e di critica.

### Il declino
Con la carriera in fase di stallo, Adams recitò in un horror gotico a basso budget, La morte dall'occhio di cristallo (1965), accanto a Boris Karloff, quindi accettò di recarsi a lavorare in Giappone, presso i Toho Studios di Tokyo, e apparve come protagonista in alcune pellicole di fantascienza come Frankenstein alla conquista della Terra (1965) e L'invasione degli astromostri (1965). Nel primo film interpretò il ruolo del radiologo James Bowen, che incontra a Hiroshima una nuova incarnazione del mostro di Frankenstein; nel secondo film impersonò l'astronauta Glenn Amer, che si trova alle prese con il mostro Godzilla e con i piani di conquista della Terra da parte degli abitanti di un evoluto pianeta.
Dopo aver girato quattro film in Giappone, Adams tornò sui teleschermi americani con apparizioni nelle serie western Hondo (1967) e Selvaggio West (1966-1968). Apparve nel B movie La pista del brivido (1968), ambientato nel mondo delle corse automobilistiche, e chiuse la carriera con altre due pellicole a basso budget, il fantascientifico Mission Mars (1968) e il western in lingua spagnola Los asesinos (1968), girato in Messico.

### La morte
Sfumato il tentativo di interpretare l'horror Murder in the Third Dimension, accanto ad Aldo Ray, che doveva essere girato in Italia, Adams rientrò demoralizzato negli Stati Uniti mentre erano in corso le pratiche di divorzio dalla moglie, l'attrice Carole Nugent, dalla quale aveva avuto due figli, Allyson Lee (nata nel 1960) e Jeb Stuart (nato nel 1961). Tuttavia lo scioglimento del matrimonio non fu mai pronunciato, poiché Adams fu trovato morto dall'avvocato e amico Erwin Roeder, la notte tra il 6 e il 7 febbraio 1968, nell'appartamento in cui viveva da solo a Beverly Hills. L'autopsia eseguita dal patologo Thomas Noguchi accertò la presenza nell'organismo di Adams di una dose eccessiva di sedativi e stupefacenti, tuttavia non fu mai chiarito se il decesso del trentaseienne attore fosse imputabile a suicidio o se si fosse trattato di una morte accidentale.
Nick Adams è sepolto nel cimitero di Berwick (Pennsylvania). Sulla sua lapide è visibile il profilo del suo volto con indosso il cappello da confederato, silhouette ispirata dal suo personaggio televisivo nella serie The Rebel. L'epitaffio recita: "Nick Adams – the rebel – actor of Hollywood screens".

## Filmografia

### Cinema
- Qualcuno mi ama (Somebody Loves Me), regia di Irving Brecher (1952) (non accreditato)
- La straniera (Strange Lady in Town), regia di Mervyn LeRoy (1955)
- La nave matta di Mister Roberts (Mister Roberts), regia di John Ford e Mervyn LeRoy (1955)
- Gioventù bruciata (Rebel Without a Cause), regia di Nicholas Ray (1955)
- Tutto finì alle sei (I Died a Thousand Times), regia di Stuart Heisler (1955) (non accreditato)
- Picnic, regia di Joshua Logan (1955)
- Our Miss Brooks, regia di Al Lewis (1956)
- L'assassino della Sierra Nevada (A Strange Adventure), regia di William Witney (1956)
- L'ultima carovana (The Last Wagon), regia di Delmer Daves (1956)
- Il gigante (Giant), regia di George Stevens (1956) (voce, non accreditato)
- La belva del Colorado (Fury at Showdown), regia di Gerd Oswald (1957)
- Piombo rovente (Sweet Smell of Success), regia di Alexander Mackendrick (1957) (non accreditato)
- L'idolo della canzone (Sing Boy Sing), regia di Henry Ephron (1958)
- 10 in amore (Teacher's Pet), regia di George Seaton (1958)
- Tempi brutti per i sergenti (No Time for Sergeants), regia di Mervyn LeRoy (1958)
- Il letto racconta (Pillow Talk), regia di Michael Gordon (1959)
- Sono un agente FBI (The FBI Story), regia di Mervyn LeRoy (1959)
- L'inferno è per gli eroi (Hell Is for Heroes), regia di Don Siegel (1962)
- La pelle che scotta (The Interns), regia di David Swift (1962)
- L'uncino (The Hook), regia di George Seaton (1963)
- La notte del delitto (Twilight of Honor), regia di Boris Sagal (1963)
- Giovani amanti (The Young Lovers), regia di Samuel Goldwyn Jr. (1964)
- Io sono Dillinger (Young Dillinger), regia di Terry O. Morse (1965)
- Frankenstein alla conquista della Terra (Furankenshutain tai chitei kaijû Baragon), regia di Ishirō Honda (1965)
- La morte dall'occhio di cristallo (Die, Monster, Die!), regia di Daniel Haller (1965)
- L'invasione degli astromostri (Kaijû daisensô), regia di Ishirō Honda (1965)
- Don't Worry, We'll Think of a Title, regia di Harmon Jones (1966) (non accreditato)
- Kokusai himitsu keisatsu: Zettai zetsumei, regia di Senkichi Taniguchi (1967)
- La pista del brivido (Fever Heat), regia di Russell S. Doughten Jr. (1968)
- Mission Mars, regia di Nicholas Webster (1968)
- Los asesinos, regia di Jaime Salvador (1968)

### Televisione
- The People's Choice – serie TV, 1 episodio (1956)
- Playhouse 90 – serie TV, 1 episodio (1957)
- Richard Diamond (Richard Diamond, Private Detective) – serie TV, 1 episodio (1958)
- Ricercato vivo o morto (Wanted: Dead or Alive) – serie TV, episodio 1x01 (1958)
- Cimarron City – serie TV, 1 episodio (1958)
- Letter to Loretta – serie TV, 1 episodio (1958)
- Steve Canyon – serie TV, episodio 1x11 (1958)
- Yancy Derringer – serie TV, episodio 1x17 (1959)
- I racconti del West (Zane Grey Theatre) – serie TV, 2 episodi (1958-1959)
- Tales of Wells Fargo – serie TV, episodio 3x29 (1959)
- Trackdown – serie TV, 3 episodi (1958-1959)
- David Niven Show (The David Niven Show) – serie TV, episodio 1x10 (1959)
- The Rebel – serie TV, 76 episodi (1959-1961)
- Carovane verso il West (Wagon Train) – serie TV, 2 episodi (1958-1961)
- Scacco matto (Checkmate) – serie TV, episodio 2x23 (1962)
- The Dick Powell Show – serie TV, 2 episodi (1961-1962)
- General Electric Theater – serie TV, 2 episodi (1961-1962)
- Saints and Sinners – serie TV, 18 episodi (1962-1963)
- Indirizzo permanente (77 Sunset Strip) – serie TV, episodio 6x09 (1963)
- Vacation Playhouse – serie TV, episodio 2x09 (1964)
- Sotto accusa (Arrest and Trial) – serie TV, episodio 1x22 (1964)
- The Outer Limits – serie TV, 1 episodio (1964)
- Il reporter (The Reporter) – serie TV, episodio 1x03 (1964)
- Viaggio in fondo al mare (Voyage to the Bottom of the Sea) – serie TV, 1 episodio (1964)
- Gli uomini della prateria (Rawhide) – serie TV, episodio 7x10 (1964)
- La legge di Burke (Burke's Law) – serie TV, 5 episodi (1963-1965)
- Ben Casey – serie TV, episodio 4x25 (1965)
- Disneyland – serie TV, 2 episodi (1967)
- The Monroes – serie TV, 1 episodio (1967)
- Combat! – serie TV, 2 episodi (1963-1967)
- Hondo – serie TV, episodi 1x06-1x16 (1967)
- Selvaggio West (The Wild Wild West) – serie TV, 2 episodi (1966-1968)

## Doppiatori italiani
- Massimo Turci in La nave matta di Mister Roberts, Picnic, L'ultima carovana, Il letto racconta..., Sono un agente FBI, La morte dall'occhio di cristallo
- Carlo Romano in L'inferno è per gli eroi
- Wladimiro Grana in L'invasione degli astromostri